# Emiliano Martínez
Damian Emiliano Martínez, född 2 september 1992 i Mar Del Plata, Argentina, är en argentinsk fotbollsmålvakt som spelar för Aston Villa i Premier League och det argentinska landslaget.

## Karriär
Martinez kom till Arsenal från den argentinska klubben Independiente 2010 och gjorde sin debut för Arsenals A-lag i en ligacupmatch mot Coventry City två år senare.
Han blev senare reservmålvakt i A-laget, och har samlat på sig gott om erfarenhet från spel på U-21 nivå innan dess. Martinez reste med seniortruppen till New York sommaren 2014 och även spelat i bland annat Emirates Cup. Champions League-debut gjorde han mot Anderlecht den 22 oktober 2014. Säsongen 2019/2020 fick Martínez sitt genombrott i Arsenal då han fick agera målvakt på grund av att Bernd Leno drog på sig en skada och var borta resten av säsongen. Han var en av Arsenals bästa spelare under perioden och det ledde också till att han vann ytterligare två titlar med Arsenal; en i FA-cupen och en i Community Shield.
Den 16 september 2020 skrev Martínez på ett fyraårskontrakt med Premier League-klubben Aston Villa.

## Internationellt
Efter att ha spelat en handfull matcher för Argentinas U17- och U20-lag fick Martinez år 2021 debutera för herrlandslaget. Samma år hjälpte han Argentina att vinna Copa América, genom endast tre insläppta mål, straffräddningar i semifinalen och inte minst genom att hålla nollan i finalen mot Brasilien. För detta belönades han också med "Golden Glove", som turneringens bästa målvakt. Martinez togs också ut till Argentinas lag i fotbolls-VM i Qatar 2022, där han åter blev mästare och även utsågs till turneringens bästa målvakt. Martínez var starkt bidragande till guldet med flera avgörande räddningar, bl.a. i straffläggningarna i kvartsfinalen och finalen, samt i finalens sista minut på ett skott från Randal Kolo Muani.

## Karriärstatistik
| Klubb                         | Säsong                | Inhemsk Liga          | Inhemsk Liga | Inhemsk Liga | Nationell cup | Nationell cup | Liga cup | Liga cup | Andra   | Andra | Totalt  | Totalt |
| Klubb                         | Säsong                | Liga                  | Matcher      | Mål          | Matcher       | Mål           | Matcher  | Mål      | Matcher | Mål   | Matcher | Mål    |
| ----------------------------- | --------------------- | --------------------- | ------------ | ------------ | ------------- | ------------- | -------- | -------- | ------- | ----- | ------- | ------ |
| Arsenal                       | 2011/2012             | Premier League        | 0            | 0            | 0             | 0             | 0        | 0        | 0       | 0     | 0       | 0      |
| Arsenal                       | 2012/2013             | Premier League        | 0            | 0            | 0             | 0             | 2        | 0        | 0       | 0     | 2       | 0      |
| Arsenal                       | 2013/2014             | Premier League        | 0            | 0            | 0             | 0             | 0        | 0        | 0       | 0     | 0       | 0      |
| Arsenal                       | 2014/2015             | Premier League        | 4            | 0            | 0             | 0             | 0        | 0        | 2       | 0     | 6       | 0      |
| Arsenal                       | 2015/2016             | Premier League        | 0            | 0            | 0             | 0             | 0        | 0        | 0       | 0     | 0       | 0      |
| Arsenal                       | 2016/2017             | Premier League        | 2            | 0            | 0             | 0             | 3        | 0        | 0       | 0     | 5       | 0      |
| Arsenal                       | 2017/2018             | Premier League        | 0            | 0            | 0             | 0             | 0        | 0        | 0       | 0     | 0       | 0      |
| Arsenal                       | 2018/2019             | Premier League        | 0            | 0            | 0             | 0             | 0        | 0        | 1       | 0     | 1       | 0      |
| Arsenal                       | 2019/2020             | Premier League        | 9            | 0            | 6             | 0             | 2        | 0        | 6       | 0     | 23      | 0      |
| Arsenal                       | 2020/2021             | Premier League        | 0            | 0            | 0             | 0             | 0        | 0        | 1       | 0     | 1       | 0      |
| Arsenal                       | Totalt                | Totalt                | 15           | 0            | 6             | 0             | 7        | 0        | 10      | 0     | 38      | 0      |
| Oxford United (lån)           | 2011/2012             | League Two            | 1            | 0            | 0             | 0             | 0        | 0        | 0       | 0     | 1       | 0      |
| Sheffield Wednesday (loan)    | 2013/2014             | Championship          | 11           | 0            | 4             | 0             | 0        | 0        | 0       | 0     | 15      | 0      |
| Rotherham United (lån)        | 2014/2015             | Championship          | 8            | 0            | 0             | 0             | 0        | 0        | 0       | 0     | 8       | 0      |
| Wolverhampton Wanderers (lån) | 2015/2016             | Championship          | 13           | 0            | 0             | 0             | 2        | 0        | 0       | 0     | 15      | 0      |
| Getafe (lån)                  | 2017/2018             | La Liga               | 5            | 0            | 2             | 0             | —        | —        | 0       | 0     | 7       | 0      |
| Reading (lån)                 | 2018/2019             | Championship          | 18           | 0            | 0             | 0             | 0        | 0        | —       | —     | 18      | 0      |
| Aston Villa                   | 2020/2021             | Premier League        | 38           | 0            | 0             | 0             | 0        | 0        | 0       | 0     | 1       | 0      |
| Aston Villa                   | Totalt                | Totalt                | 1            | 0            | 0             | 0             | 0        | 0        | 0       | 0     | 1       | 0      |
| Total under karriären         | Total under karriären | Total under karriären | 71           | 0            | 12            | 0             | 9        | 0        | 10      | 0     | 103     | 0      |

1. ↑  Matcher i Uefa Champions League
2. 1 2  Matcher i Uefa Europa League
3. ↑  En match i FA Community Shield

### Landslagsstatistik
| Argentinas landslag |         |     |
| År                  | Matcher | Mål |
| 2021                | 8       | 0   |
| Totalt              | 8       | 0   |

## Meriter
Arsenal
- FA-cupen: 2019/2020[4]
- FA Community Shield: 2014,[5] 2015,[6] 2020[7]

Argentina
- Världsmästerskapet: 2022
- Copa América: 2021
- CONMEBOL–UEFA Cup of Champions: 2022